# Pan Kotowski

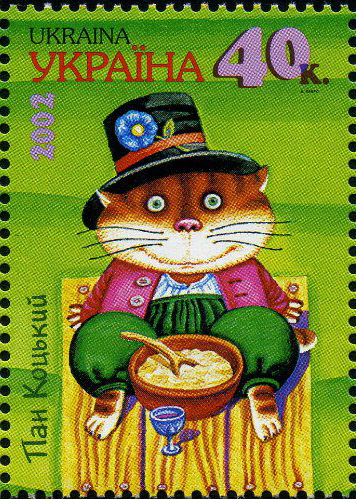
Pan Kotowski na ukraińskim znaczku pocztowym z 2002 roku.

Pan Kotowski (ukr. Пан Коцький) – ukraińska bajka ludowa.

## Nawiązania w kulturze

### Adaptacje filmowe
- Straszny zwierz – radziecki krótkometrażowy film animowany z 1969 roku w reżyserii Leonida Zarubina.
- Pan Kotowski – polski krótkometrażowy film animowany z 2013 roku w reżyserii Martyny Majewskiej (czyta Jarosław Boberek)[1]

### Opera
- Pan Kotowski – opera dziecięca napisana w 1891 roku przez Mykolę Łysenko[2]

### Teatr
- Pan Kotowski – przedstawienia w Państwowym Teatrze Lalki „Tęcza” w Słupsku[3]

### Lokale
- Pan Kotowski – restauracja w Gdańsku[4]